# سوراخ پیشی
به سوراخی در حاشیه حفرات دندانی که محل عبور سرخرگ کامی قدامی است، سوراخ پیشی (انگلیسی: Incisive foramen) می‌گویند.
فرورفتگی‌ای نیز به نام گودی پیشی یا گودی بُرنده‌ای (incisive fossa) در خط میانی کام استخوانی در پشت دندان‌های پیش وجود دارد که مدخل مجراهای بُرنده‌ای در آن ناحیه قرار دارد.